# Elise L'Heureux
Elise L'Heureux, nata Élise L'Hérault, conosciuta anche come, (Benoit) Livernois (Quebec, 22 gennaio 1827 – Quebec, 17 gennaio 1896), è stata una fotografa e imprenditrice canadese, è stata quasi sicuramente la prima fotografa donna canadese.

## Biografia
Figlia di Jean-Baptiste L'Hérault, maestro calzolaio, ed Elizabeth Couture. Non sono note le vicende della sua vita prima del matrimonio, di cui ignoriamo la data, con il fotografo Jules Isaïe Benoit soprannominato "Livernois". Sappiamo che insieme aprirono l'atelier nella città di Quebec nel 1854. L'Heureux fu una dagherrotipista, lavorò anche alla stereoscopia e collaborò alla gestione degli studi fotografici insieme al marito, specializzandosi dapprima nei ritratti dei bambini e successivamente nei paesaggi, oltre al ritratto classico. Molte delle sue opere di questo periodo sono conservate presso il Musée national des beaux-arts du Québec.

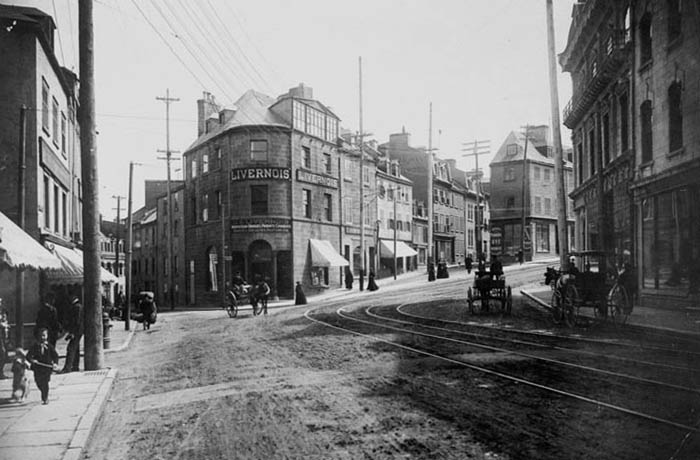
Studio Livernois, Québec, nel 1890 circa in una foto di William James Topley (1845–1930)

In seguito alla prematura morte del marito nel 1865 col quale pare avesse avuto sei figli, quattro femmine e due maschi, assunse la direzione dell'atelier, pubblicando sul giornale locale un avviso nel quale annunciava tale decisione.
La prosecuzione dell'attività dell'atelier fotografico è stata possibile anche grazie all'essersi associata, l'anno successivo, al genero Louis Bienvenu, cambiando nome alla ditta in "Livernois & Bienvenu".
Nel nuovo assetto, Bienvenu si occuperà soprattutto della fotografia mentre L'Heureux terrà la gestione, le pubblicazioni e le finanze della ditta. L'opera che lo studio proseguì fu quella del ritratto, delle carte de visite, del paesaggio e delle opere d'arte canadesi. Inoltre, sollecitò istituti scolastici, comunità religiose a farsi fare foto di gruppo, oltre a presentare vedute cittadine di vario interesse anche per i giornali.
Nel 1873, suo figlio Jules-Ernest Livernois (1851-1933) entrò a far parte dello studio che assunse la denominazione di "Livernois, Bienvenu et Cie". Questa nuova associazione incontrò però difficoltà finanziarie e venne scissa nel medesimo anno, perciò L'Heureux lasciò al figlio la piena proprietà dell'attività artistica, cui seguì quella di suo figlio Jules (morto nel 1952).
Jules-Ernest, tra l'altro, è stato uno dei quattro fotografi canadesi del XIX secolo ad essere commemorato in una serie di francobolli in occasione dei 150 anni della prima fotografia scattata in Canada, con un francobollo emesso da Canada Post. 
Le lastre, i negativi, le stampe e gli oggetti che in circa 100 anni la famiglia e i suoi discendenti hanno tenuto aperto lo studio fotografico sono conservati presso la "Bibliothèque et Archives nationales du Québec".

## Galleria d'immagini

Lina Hamel e un bambino della sua famiglia, 1866-1869
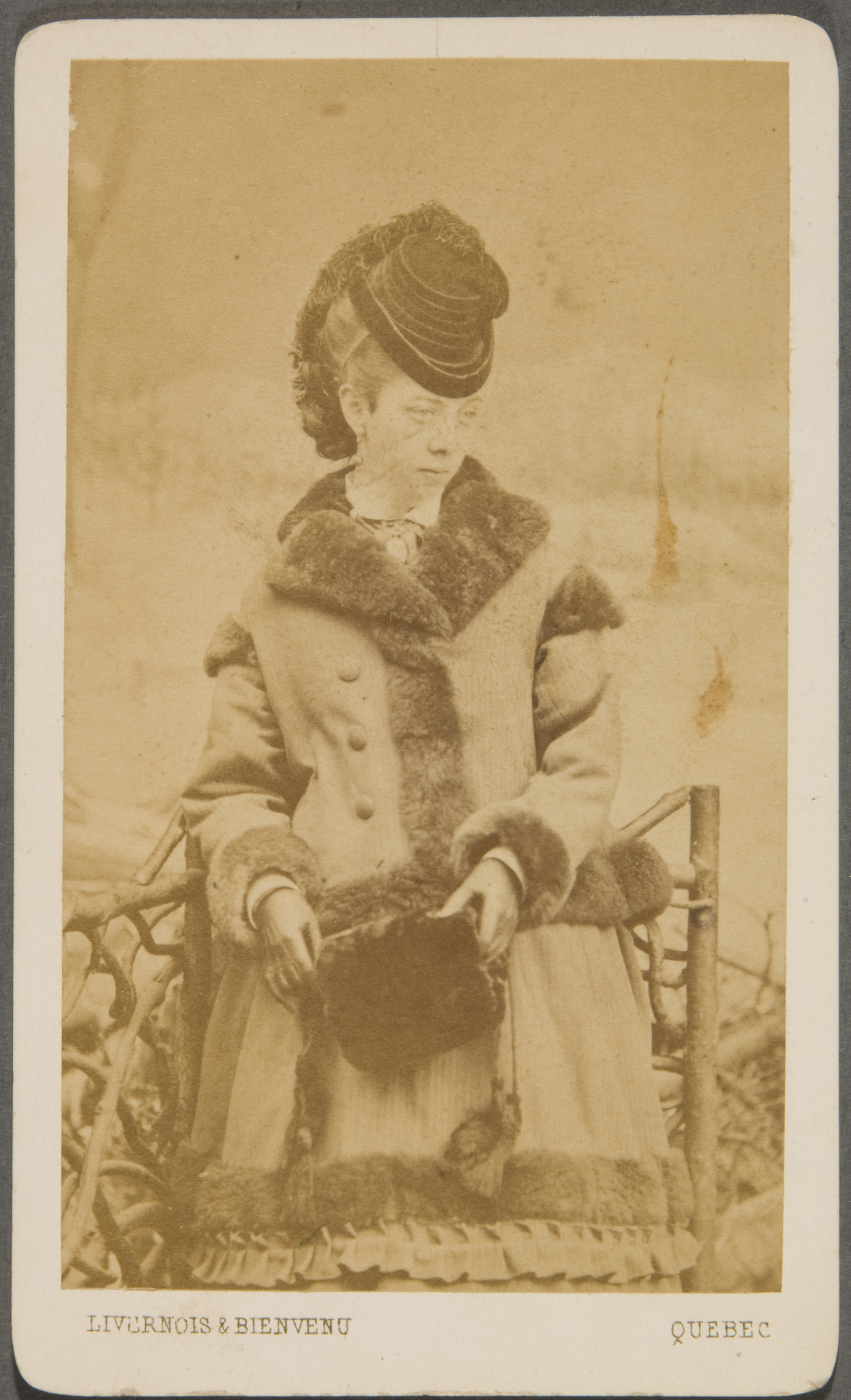
Ritratto di donna, 1866-1873
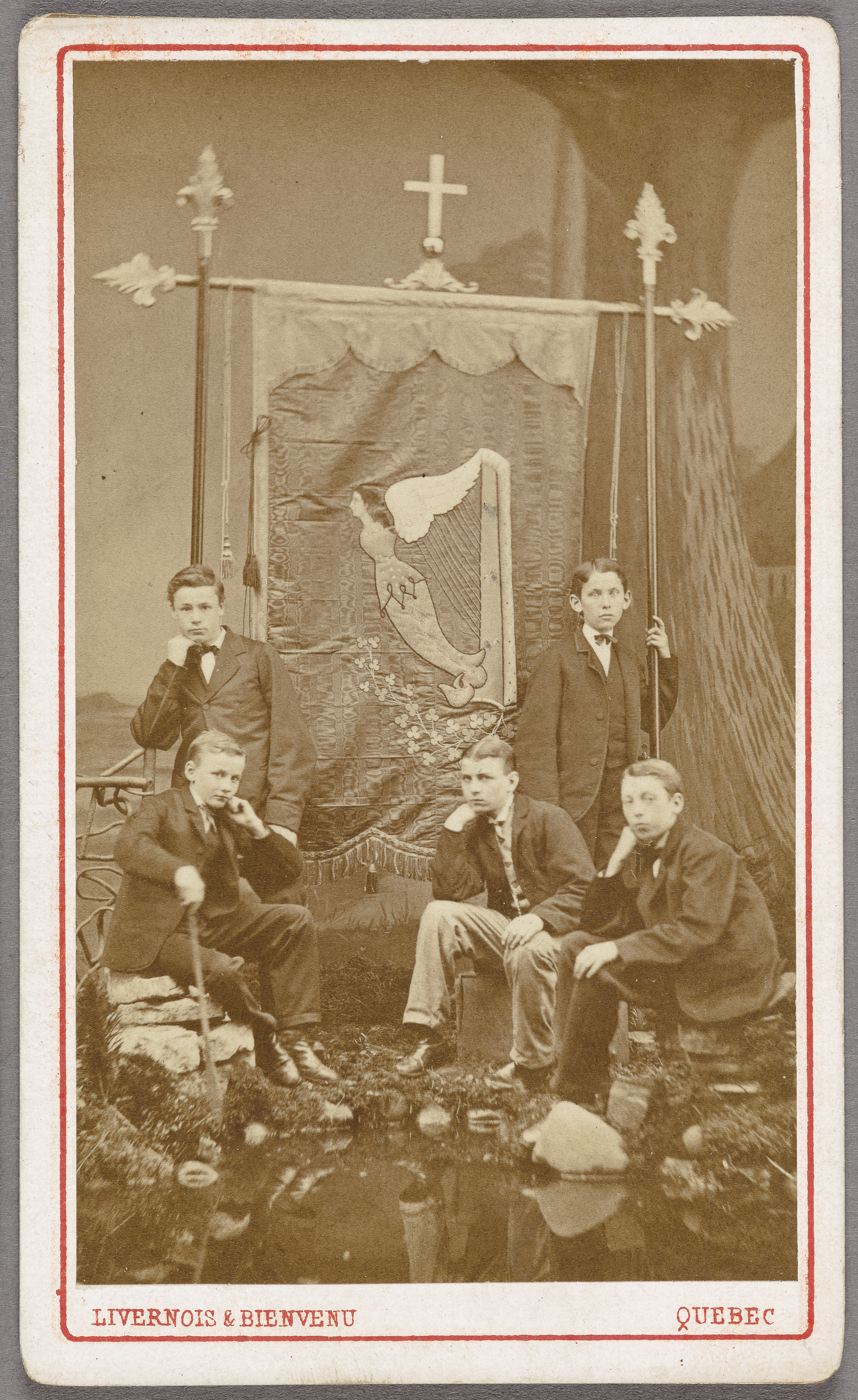
Gruppo d'irlandesi davanti ad uno stendardo: Jack Hawkins, Tom McCaffrey, Thomas Meegan, Peter Sullivan e John P. Horan